# Чудь белоглазая
Чудь (чудь белогла́зая, чудаки́) — древний мифический народ, персонажи русского и финно-угорского (в частности коми и саамского) фольклора.
Схожие легенды известны у русских Урала о дивьих людях, у сибирских татар и манси – о сыбырах/сыпырах, у алтайцев — о бурутах, у ненцев — о сихиртя.

## Общая характеристика
Легенды описывают чудь белоглазую как людей невысокого роста, сказочно богатых. В мифах коми они жили «как звери» в лесах, питаясь дичью и одеваясь в шкуры. Однако к ним явился Стефан Пермский, желая окрестить, и люди русского царя с требованием оброка. После этого чудь ушла под землю, спрятавшись там со всем своим огромным богатством.
Известно поверье, что чудь превратилась в злых духов, которые прячутся в тёмных местах, заброшенных жилищах, банях, даже под водой. Они невидимы, оставляют после себя следы птичьих лап или детских ног, вредят людям и могут подменять их детей своими. Это роднит их с фейри ирландского фольклора.
В 1873 году путешествовавший по Кольскому полуострову русский писатель Василий Немирович-Данченко записал у местных саамов предание о борьбе предков последних с нашествием «чуди белоглазой», в которой им помогли чакли.

## Происхождение образа
Предположительно, в основе преданий лежат древние финно-угорские рассказы об уходе автохтонного населения или гибели первого поколения людей. В фольклоре присутствуют два варианта сюжета: героический об идеализированных давних временах и анекдотический о глупом и непохожем на современных людей народе. Эти сюжеты соседствуют в разных пропорциях: у коми и мордвы чудь идентифицируется с народом-прародителем, у русских и саамов на первый план выходят анекдоты о глупцах.
Исторический народ, прежде упоминаемый под названием чудь заволочская, к настоящему времени полностью ассимилировался среди вепсов, русских, а также коми, однако у русского населения Заволочья сохранилась память о чуди, прежде жившей в этих местах. Среди сохранившихся легенд о чуди в Верхокамье повторяются общие сюжеты о сопротивлении славянским пришельцам и христианизации. Местом её обитания называется лес, жилищем — землянки. Для обороны чудь строила земляные крепости, яростно оборонялась, а при неудаче — бежала глубже в леса или убивала себя; лишь немногие оставались на прежних местах жительства. Записана легенда о том, как чудь «ушла под землю» — вырыла большую яму с земляной кровлей на столбах, и погребла себя, подрубив столбы. Д. В. Бубрих в книге «Происхождение карельского народа» предположил, что этнический состав исторической заволочской чуди был неоднороден, её формировали представители народов весь («чудь белоглазая») и мери («черная чудь»). В верховьях Моломы и в Карелии бытовали рассказы о «чуди белоглазой».

## На Урале
На Урал предания о чуди перенесли поселенцы с Русского Севера.
В словаре В. И. Даля приведено:

Чудаки́ и чуда́ки, сиб. чудь (т. е. странный и чужой) ж. собр. народ-дикарь, живший, по преданию, в Сибири, и оставивший по себе одну лишь память в буграх (курганах, могилах); испугавшись Ермака и внезапу явившейся с ним белой березы, признака власти белого царя, чудь или чудаки вырыли подкопы, ушли туда со всем добром, подрубили стойки и погибли. Чудь вообще чудское, финское племя, особ. восточное (чужаки́), и нередко говорится бранно. Чудь белоглазая! Чудь в землю ушла. Чудь живьем закопалась, чудь под землёй пропала. — Чудо : Чудаки // В. И. Даль, Словарь живого великорусского языка
У П. П. Бажова при описании преданий Полевской области (возле Екатеринбурга) чудь упоминалась как «стары люди». Это отмечено и на стендах туристической тропы на Азов-горе, известной по его сказам. Бажов писал:

Были они «стары люди» не русски и не татара, а какой веры-обычая и как прозывались, про то никто не знает. По лесам жили. Однем словом, стары люди. Домишек у них либо обзаведенья какого — банешек там, погребушек — ничего такого и в заводе не было. В горах жили. Вот живут себе стары люди, никого не задевают, себя сильно не оказывают. Только стали по этим местам другие народы проявляться.— Бажов П. П., «Дорогое имячко»
Согласно научным данным, в этих краях прежде жили манси (они же вогулы, иткульская археологическая культура).

Чаще всего говорилось о «старых людях». По одним вариантам, эти «старые люди» «натаскали тут всякого богатства, а потом, как наши пришли в здешние края, эти старые люди навовсе в землю зарылись». По другим вариантам — «старые люди вовсе в золоте не понимали, толку не знали. Хотя золота тогда было много, его даже не подбирали». По третьему варианту, «стары люди вовсе маленькие были». Они ходили под землёй по одним им ведомым «ходкам» и «знали все нутро». Потом «стары люди из здешних мест ушли».
Стары люди. — Может быть, потому, что Полевской завод строился на месте древних рудокопен — «чудских» капаней, здесь была живы рассказы о «старых людях». В этих рассказах «стары люди» изображались по-разному. Одни говорили, что «стары люди» жили в земле, как кроты, а потом засыпали себя, когда в этот край пришли «другие народы»; другие говорили, что «стары люди» брали медь только сверху, а золота вовсе не знали и жили охотой да рыболовством. Предполагалось, что слой земли, на котором жили «стары люди», уже так завален сверху, что до этого слоя приходилось «докапываться». «Докопались до той земли, где стары люди жили, — нет золота. Не на место, видно, угадали».
— Бажов П. П., очерк «У старого рудника», часть IV и «Объяснение отдельных слов, понятий и выражений, встречающихся в сказах»
Предания о чуди (чучкарях) — древнем народе бытуют и в Прикамье: «А кто-то тут раньше жил, какие-то люди-чуди».

### Дивьи люди
Подобная легенда существовала на Урале о подземном народе «дивьи люди».

## В мордовском эпосе
В мордовском эпосе существует легенда о царевиче Тюштяне, включающая в себя большое количество параллелей с легендами о чуди, где Тюштян может пониматься как правитель древней чуди.

## В современной культуре
- Образ мифического народа чуди присутствует в российском мистическом телесериале «Территория» (2020), сюжет которого основан на коми-пермяцкой мифологии.